# Coussarea locuples
Coussarea locuples är en måreväxtart som beskrevs av Paul Carpenter Standley. Coussarea locuples ingår i släktet Coussarea och familjen måreväxter. Inga underarter finns listade i Catalogue of Life.